# Масловский, Семён Осипович
Семён Осипович Масловский (ок. 1806 — 1887) — генерал-лейтенант русской императорской армии.

## Биография
Вступил в службу 26 июня 1826 года. В 1831 году был награждён орденами Св. Анны 4-й ст. с надписью «за храбрость» и Св. Владимира 4-й ст. с бантом, золотой полусаблей «за храбрость».
В 1844 году был награждён орденом Св. Станислава 2-й ст., а в 1847 году — орденом Св. Георгия 4-й ст. за выслугу лет.
С 3 апреля 1849 года стал командовать Симбирским егерским полком, но уже 21 июня его сменил К. И. Развадовский, а Масловский с 19 декабря того же года был назначен командиром Муромского пехотного полка и занимал эту должность до времени отправки полка на усиление войск в Крыму. Получил назначение командиром 1-й бригады 7-й резервной пехотной дивизии.
В 1850 году был награждён российским орденом Св. Анны 2-й ст., а в 1851 году — прусским орденом Красного орла 3-й ст. и в 1855 году — австрийским орденом Леопольда 2-й ст.
С 1868 года числился в запасных войсках. Последняя публикация сведений о Масловском в списках по старшинству датируется 1 ноября 1882 года.
Умер на 81 году жизни 26 мая (7 июня) 1887 года (в ночь на 27-е). Был похоронен на Смоленском православном кладбище.
Его дочь Мария, родившаяся 9 февраля 1857 года, вышла замуж за Модеста Ивановича Галанина 29 июля 1879 года.